# ミズガルズ
ミズガルズ（古ノルド語: Miðgarðr、簡略表記Midgard：ミッドガルド）は、北欧神話に登場する人間の住む領域。「中央の囲い」を意味し、日本語訳は中つ国。
ミズガルズはユグドラシルの中央周辺にあると描写されており、天上のアースガルズと地下のヘルヘイムに挟まれ、アースガルズとは虹の橋ビフレストによってつながっている。
ミズガルズの周囲は水または海洋で囲まれており、その外側にはヨトゥンヘイムが存在する。
また、巨大な蛇ヨルムンガンドは海の中でミズガルズをぐるりと取り囲み、己の尾をくわえているとされる。